# Didier Païs
Didier Païs (* 28. Februar 1983) ist ein französischer Ringer. Er gewann bei den Europameisterschaften 2005 und 2008 jeweils eine Silbermedaille im freien Stil im Federgewicht.

## Werdegang
Didier Païs begann im Jahre 1994 beim Sportclub SAO Colmar mit dem Ringen. Zu Beginn seiner Ringerlaufbahn startete er noch in beiden Stilarten, konzentrierte sich aber bald auf den freien Stil. Trainiert wurde er zunächst von Nicolas Claveria. Seit 2010 ist Alain Berger sein Trainer. Der 1,69 Meter große Athlet studierte Sport und gehört nach Beendigung seines Studiums der französischen Armee an. Er startet nunmehr für den Sportclub CPB Besançon. In der deutschen Bundesliga war er bisher für den SV Siegfried Hallbergmoos am Start.
Die ersten Medaillen bei nationalen Meisterschaften gewann Didier Païs im Jahre 2000. Er wurde in diesem Jahr im freien Stil französischer Juniorenmeister (Cadets) bis 54 kg und belegte bei der gleichen Meisterschaft im griechisch-römischen Stil den 3. Platz. Französischer Juniorenmeister wurde er dann in den Jahren 2002 und 2003. Französischer Meister bei den Senioren wurde er in den Jahren 2004, 2005, 2006, 2007, 2008, 2009 und 2011. Diese Titel gewann er alle im freien Stil im Federgewicht.
Seinen ersten Start bei einer internationalen Meisterschaft absolvierte er bereits im Jahre 1999. Er belegte dabei bei der Junioren-Weltmeisterschaft der Kadetten in Lodz in der Gewichtsklasse bis 50 kg den 25. Platz. Auch in den folgenden Jahren startete er noch mehreremale bei internationalen Juniorenmeisterschaften und ab 2004 auch erstmals bei einer Europameisterschaft der Senioren. Er konnte dabei aber nie einen Platz unter den zehn besten Ringern erobern. Lediglich bei den Mittelmeer-Spielen 2001 in Tunis kam er im Fliegengewicht auf den 4. Platz.
Im Jahre 2005 gelang ihm dann aber ein erster großer internationaler Erfolg. Er kämpfte sich bei der Europameisterschaft in Warna im Federgewicht mit Siegen über Vitas Schumakow, Litauen, Valerios Koguaschwili, Griechenland, Gergely Szabo, Ungarn und Murad Ramasanow, Makedonien bis in das Finale vor, in dem er gegen Wasil Fedorischin aus der Ukraine aber unterlag. Immerhin wurde er damit Vize-Europameister. In den folgenden Jahren waren seine Erfolge bei internationalen Meisterschaften bescheiden. Im Jahre 2008 gelang es ihm aber noch einmal Vize-Europameister zu werden. Er besiegte dabei in Tampere Samet Dülger aus Deutschland, Gheorghe Bucur aus Rumänien und Gergő Wöller aus Ungarn. Im Endkampf unterlag er dann wie schon im Jahre 2005 gegen Wasil Fedorischin.
Für die Teilnahme an den Olympischen Spielen 2008 in Peking konnte sich Didier Païs nicht qualifizieren. Dies gelang ihm aber für die Olympischen Spiele 2012 in London, denn bei der Weltmeisterschaft 2011 in Istanbul belegte er im Federgewicht den 5. Platz, der für einen Startplatz in London ausreicht. Diesen Erfolg erzielte er mit Siegen über Vincenzo Rizzotto aus Italien, Tim Schleicher, Deutschland u. Reece Humphrey aus den Vereinigten Staaten. Gegen Bessik Serodinowitsch Kuduchow aus Russland und gegen Kenichi Yumoto aus Japan verlor er bei dieser Meisterschaft.

## Internationale Erfolge
| Jahr | Platz | Wettbewerb                               | Gewichtsklasse | Ergebnis |
| 1999 | 25.   | Junioren-WM (Cadets) in Lodz             | bis 50 kg      | Sieger: Sushil Kumar, Indien vor Batraz Tidijew, Russland und Majid Roudbari, Iran                                                                                                 |
| 2001 | 19.   | Junioren-WM in Taschkent                 | Fliegen        | nach Niederlagen gegen Murad Dschumabajew, Kasachstan und So Kwang, Nordkorea |
| 2001 | 4.    | Mittelmeer-Spiele in Tunis               | Fliegen        | hinter Amiran Kartanow, Griechenland, Firas Al Ali Rifaee, Syrien und Muhyettin Uzun, Türkei                                                                                       |
| 2003 | 24.   | Junioren-WM in Istanbul                  | Feder          | nach Sieg über Lee So-young, Südkorea und Niederlagen gegen Adrian Mazan, Polen und Anisim Talambat, Moldawien                                                                     |
| 2004 | 12.   | EM in Ankara                             | Feder          | nach Niederlagen gegen Abil Ibragimow, Aserbaidschan und Wasil Fedorischin, Ukraine                                                                                                |
| 2005 | 2.    | EM in Warna                              | Feder          | nach Siegen über Vitas Schumakow, Litauen, Valerios Koguaschwili, Griechenland, Gergely Szabo, Ungarn und Murad Ramasanow, Makedonien und einer Niederlage gegen Wasil Fedorischin |
| 2005 | 3.    | Mittelmeer-Spiele                        | Feder          | hinter Hassan Ibrahim Madani, Ägypten und Tevfik Odabaşı, Türkei |
| 2005 | 25.   | WM in Budapest                           | Feder          | nach einer Niederlage gegen Baurschan Orasgalijew, Kasachstan |
| 2006 | 13.   | EM in Moskau                             | Feder          | nach einer Niederlage gegen Petru Toarca, Rumänien |
| 2006 | 1.    | Großer Preis von Spanien in Madrid       | Feder          | |
| 2006 | 5.    | Großer Preis von Deutschland in Leipzig  | Feder          | hinter Gergő Wöller, Ungarn, Alexander Kropf und Stephan Spengler, bde. Deutschland und Aljaksandr Kantojeu, Belarus                                                               |
| 2006 | 12.   | WM in Guangzhou                          | Feder          | nach einem Sieg über Sond Jae-myung, Südkorea und einer Niederlage gegen Noriyuki Taketsuka, Japan                                                                                 |
| 2006 | 2.    | Henri-Deglane-Turnier in Nizza           | Feder          | |
| 2007 | 16.   | EM in Sofia                              | Feder          | nach einer Niederlage gegen Murad Ramasanow |
| 2007 | 36.   | WM in Baku                               | Feder          | nach einer Niederlage gegen Qin He, China |
| 2008 | 2.    | EM in Tampere                            | Feder          | nach Siegen über Samet Dülger, Deutschland, Gheorghe Bucur, Rumänien u. Gergő Wöller und einer Niederlage gegen Wasil Fedorischin                                                  |
| 2008 | 18.   | Olympia-Qualifik.-Turnier in Martigny    | Feder          | Sieger: Yandro Miguel Quintana Ribalta, Kuba vor Selimchan Husseinow, Aserbaidschan                                                                                                |
| 2008 | 10.   | Olympia-Qualifik.-Turnier in Warschau    | Feder          | Sieger: Kenichi Yumoto, Japan vor Kim Jong-dae, Südkorea |
| 2009 | 9.    | EM in Vilnius                            | Feder          | nach einem Sieg über Magomedkamil Magomedow, Belarus und einer Niederlage gegen Malchaz Kurdiani, Georgien                                                                         |
| 2009 | 7.    | Mittelmeer-Spiele in Pescara             | Feder          | Sieger: Hassan Ibrahim Madani vor Mustafa Kartal, Türkei |
| 2009 | 18.   | WM in Herning/Dänemark                   | Feder          | nach einer Niederlage gegen Maikel Antonio Perez Gonzalez, Kuba |
| 2010 | 10.   | EM in Baku                               | Feder          | nach einer Niederlage gegen Aljaksandr Kantojeu, Belarus |
| 2010 | 3.    | Großer Preis von Deutschland in Dortmund | Feder          | hinter Philipp Herzog u. Michel Schneider, bde. Deutschland |
| 2010 | 13.   | WM in Moskau                             | Feder          | nach einer Niederlage gegen Bessik Serodinowitsch Kuduchow, Russland, einem Sieg über Artur Arakeljan, Armenien und einer Niederlage gegen Ulan Nadyrbek Uulu, Mongolei            |
| 2011 | 7.    | EM in Dortmund                           | Feder          | nach Siegen über Vitas Schumakow, Litauen und Aljaksandr Kantojeu und einer Niederlage gegen Wasil Fedorischin                                                                     |
| 2011 | 2.    | Großer Preis von Italien in Sassari      | Leicht         | hinter Gheorghe Bucur, vor Ion Ceban, beide Rumänien und Saurbek Chadijiew, Frankreich                                                                                             |
| 2011 | 20.   | Ziolkowski-Memorial in Posen             | Feder          | Sieger: Wladimir Dubow vor Rasul Murtasalijew, beide Russland |
| 2011 | 5.    | WM in Istanbul                           | Feder          | nach Siegen über Vincenzo Rizzotto, Italien, Tim Schleicher, Deutschland und Reece Humphrey, USA und Niederlagen gegen Besik Seradinowitsch Kuduchow und Kenichi Yumoto            |

## Französische Meisterschaften
Didier Païs wurde 2004, 2005, 2006, 2007, 2008, 2009 und 2011 französischer Meister bei den Senioren im freien Stil im Federgewicht. 2000, 2002 und 2003 wurde er außerdem französischer Juniorenmeister im freien Stil im Fliegen-, Bantam- und Federgewicht.

## Erläuterungen
- alle Wettkämpfe im freien Stil
- WM = Weltmeisterschaft, EM = Europameisterschaft
- Fliegengewicht, bis 2002 bis 54 kg, Bantamgewicht, bis 2002 bis 58 kg, Federgewicht seit 2003 bis 60 kg, Leichtgewicht, seit 2003 bis 66 kg Körpergewicht